# Acacia alleniana
Acacia alleniana är en ärtväxtart som beskrevs av Joseph Henry Maiden. Acacia alleniana ingår i släktet akacior, och familjen ärtväxter. Inga underarter finns listade i Catalogue of Life.